# Lucas Miedler
Lucas Miedler (Tulln an der Donau, 21 juni 1996) is een Oostenrijks tennisser.

## Carrière
Miedler maakte zijn profdebuut in 2014, hij moest wachten op zijn eerste challenger tot in 2019. Dan moest hij opnieuw twee jaar wachten tot zijn volgende challenger winst ditmaal samen met landgenoot Alexander Erler. Samen wonnen ze in 2021 ook de ATP Kitzbühel, in 2022 wonnen ze samen hun tweede ATP-toernooi met de ATP Wenen. Ze wonen samen ook vier challengers in 2022.

## Palmares
| Legenda                       | Legenda               |
| ----------------------------- | --------------------- |
| Grand Slam                    |                       |
| Olympische Spelen             |                       |
| tot 2009                      | vanaf 2009            |
| Tennis Masters Cup            | ATP Finals            |
| ATP Masters Series            | ATP Tour Masters 1000 |
| ATP International Series Gold | ATP Tour 500          |
| ATP International Series      | ATP Tour 250          |

### Dubbelspel
| Nr.                              | Datum             | Toernooi           | Ondergrond    | Partner         | Tegenstander in finale                  | Score             | Details |
| -------------------------------- | ----------------- | ------------------ | ------------- | --------------- | --------------------------------------- | ----------------- | ------- |
| gewonnen finales herendubbelspel |                   |                    |               |                 |                                         |                   |         |
| 1.                               | 31 juli 2021      | ATP Kitzbühel (1)  | Gravel        | Alexander Erler | Roman Jebavý Matwé Middelkoop           | 7-5, 7-6          | details |
| 2.                               | 30 oktober 2022   | ATP Wenen          | Hardcourt (i) | Alexander Erler | Santiago González Andrés Molteni        | 6-3, 7-6          | details |
| 3.                               | 4 maart 2023      | ATP Acapulco       | Hardcourt     | Alexander Erler | Nathaniel Lammons Jackson Withrow       | 7–6(9), 7–6(3)    | details |
| 4.                               | 23 april 2023     | ATP München        | Gravel        | Alexander Erler | Kevin Krawietz Tim Pütz                 | 6–4, 6–4          | details |
| 5.                               | 23 april 2023     | ATP Kitzbühel (2)  | Gravel        | Alexander Erler | Gonzalo Escobar Oleksandr Nedovjesov    | 6–4, 6–4          | details |
| verloren finales herendubbelspel |                   |                    |               |                 |                                         |                   |         |
| 1.                               | 9 april 2023      | ATP Marrakesh      | Gravel        | Alexander Erler | Marcelo Demoliner Andrea Vavassori      | 4-6, 6-4, [10-12] | details |
| gewonnen challengers             |                   |                    |               |                 |                                         |                   |         |
| 1.                               | 28 april 2019     | León               | Hardcourt     | Sebastian Ofner | Matt Reid John-Patrick Smith            | 4-6, 6-4, [10-6]  |         |
| 2.                               | 21 november 2021  | Helsinki           | Hardcourt (i) | Alexander Erler | Harri Heliövaara Jean-Julien Rojer      | 6-3, 7-6          |         |
| 3.                               | 12 december 2021  | Forlì              | Hardcourt (i) | Alexander Erler | Marco Bortolotti Sergio Martos Gornés   | 6-4, 6-2          |         |
| 4.                               | 1 mei 2022        | Ostrava            | Gravel        | Alexander Erler | Hunter Reese Sem Verbeek                | 7-6, 6-5          |         |
| 5.                               | 24 juli 2022      | Tampere            | Gravel        | Alexander Erler | Karol Drzewiecki Patrik Niklas-Salminen | 7-6, 6-1          |         |
| 6.                               | 4 september 2022  | Como               | Gravel        | Alexander Erler | Dustin Brown Julian Lenz                | 6-1, 7-6          |         |
| 7.                               | 10 september 2022 | Tulln an der Donau | Gravel        | Alexander Erler | Zdeněk Kolář Denys Moltsjanov           | 6-3, 6-4          |         |
| 8.                               | 7 mei 2023        | Cagliari           | Gravel        | Alexander Erler | Máximo González Andrés Molteni          | 7-6, 6-3          |         |